# نيكول بلاكمان
نيكول بلاكمان (بالإنجليزية: Nicole Blackman)‏ هي مصممة رقص أمريكية، ولدت في 30 نوفمبر 1971 في نيويورك في الولايات المتحدة.

## وصلات خارجية
- نيكول بلاكمان على موقع ميوزك برينز (الإنجليزية)
- نيكول بلاكمان على موقع ديسكوغز (الإنجليزية)